# Amt Vacha
Das Amt Vacha war eine territoriale Verwaltungseinheit, welche seit 1406 teilweise, ab 1648 komplett zur Landgrafschaft Hessen-Kassel gehörte. Ab 1816 war es ein Amt des Großherzogtums Sachsen-Weimar-Eisenach.
Bis zur Verwaltungs- und Gebietsreform des Großherzogtums Sachsen-Weimar-Eisenach im Jahr 1850 und der damit verbundenen Auflösung bildete es als Amt den räumlichen Bezugspunkt für die Einforderung landesherrlicher Abgaben und Frondienste, für Polizei, Rechtsprechung und Heeresfolge.

## Geographische Lage
Das Amt Vacha lag am Nordrand der Thüringer Rhön. Bedeutende Berge im Amt sind der Öchsenberg, der Dietrichsberg, der Sattelsberg, der Lohberg und der Ulsterberg. Die Exklave Oechsen ist von den bedeutenden Rhönbergen Schorn und Baier umgeben.
In Vacha befindet sich die bedeutende Werrabrücke, über die die Altstraße Via Regia führte. Wichtigste Flüsse im Amtsgebiet sind der Grenzfluss Werra im Norden und der Unterlauf der Ulster im Westen. Weitere Flüsse sind der Breizbach, die Sünna und die Oechse, die nur in der Exklave Oechsen und im Mündungsbereich im Amtsgebiet lag.
Während seiner Zugehörigkeit zum Großherzogtum Sachsen-Weimar-Eisenach lag das Amt im Nordwesten Eisenacher Oberlands. Das einstige Amtsgebiet liegt heute im Westen des Freistaats Thüringen und gehört zu den Orten Vacha, Unterbreizbach und Oechsen im Wartburgkreis.

## Angrenzende Verwaltungseinheiten
Die angegebenen Herrschaften beziehen sich auf das Amtsgebiet ohne die Exklave Oechsen.
| Amt Landeck (Abtei Hersfeld, nach 1648 zur Landgrafschaft Hessen-Kassel) | Vogtei Kreuzberg (Landgrafschaft Hessen-Kassel) | Vogtei Kreuzberg (Landgrafschaft Hessen-Kassel)                  |
| Herrschaft Mansbach (geistliches Fürstentum Fulda)                       | Kompassrose, die auf Nachbargemeinden zeigt     | Gericht Völkershausen (ab 1648 zur Landgrafschaft Hessen-Kassel) |
|                                                                          | Amt Geisa (geistliches Fürstentum Fulda)        |                                                                  |

## Geschichte

### Vorgeschichte
Seit dem 9. Jahrhundert befand sich das Gebiet um die heutige Stadt Vacha (Gau Tullifeld) im Grenzbereich zwischen den Abteien Fulda und Hersfeld. Im Jahr 786 wurde die Dorndorfer Mark mit einer Grenzbeschreibung an die Abtei Hersfeld übergeben. Hierin wurde der westliche Grenzverlauf vom Öchsenberg in nördlicher Richtung bis zur heutigen Wüstung Schwenge (in der Urkunden Uuihingesboumgarto) mit dem Zwischenpunkt des Hofes Badelachen (eventuell Königshof) beschrieben.
Der Ort Vacha ist wahrscheinlich erst im 12. Jahrhundert als Vorwerk des Hofes Badelachen entstanden, aus dem dann allmählich das Dorf Vacha entstand. Dieses Dorf wurde erstmals in einem Servitienverzeichnis des Klosters Fulda erwähnt, welches zwischen 1155 und 1165 datiert wird.

### Vacha im Besitz des Klosters Fulda
Vacha war mindestens bis 1180 ein Dorf mit eigener Dorfmark. In diesem Jahr erhielt die Abtei Hersfeld Schenkungen des Hersfelder Mönches Sigibodo. Dabei waren unter anderem die Einkünfte eines Feldes in der Dorfmark Vacha. Aber schon sechs Jahre später, im Jahr 1186, erfolgte ein Tauschgeschäft zwischen Landgraf Ludwig III. von Thüringen und Abt Hermann von Reinhardsbrunn, in dessen Urkunde Vacha als Stadt im Besitz der Abtei Fulda erwähnt wurde. 
Noch im 12. Jahrhundert wurde mit dem Bau der Stadtmauer und der Burg Wendelstein begonnen, welche sowohl zum Schutz des Werraübergangs der Via Regia mit der berühmten Werrabrücke als auch zur Kontrolle der Stadt selbst diente.
Die 1172 erstmals erwähnte Stadtpfarrei St. Vitus war Sitz eines kirchlichen Verwaltungsbezirkes (Sedes) mit den unterstellten Pfarreien Oechsen, Völkershausen und Heiligenroda. Der vor 1339 in Mariengart/Rhön ansässige Servitenkonvent erhielt 1368 das Recht, sich in der Vorstadt vor dem Obertor anzusiedeln. Um 1400 erfolgte dort der Bau der Klosterkirche. Die Klosterbesitzungen wurden durch Spenden und Schenkungen vermehrt und umfassten Höfe und Grundbesitz in den Umlandgemeinden. U.a. kamen die Höfe Poppenberg, Luttershof, Busengraben, Hedwigsberg aus dem Gericht Völkershausen in ihren Besitz, dem sie erst 1706 wieder zugeordnet wurden.
Durch Übernahme der Buchenau’schen Pfandschaft kamen im Jahr 1406 zwei Drittel von Stadt und Amt Vacha an die  Landgrafschaft Hessen. Damit verlor die Burg ihre militärische Funktion. Die Burg Wendelstein wurde nun hessischer Amtssitz. Gottschalk von Buchenau hielt das weitere Drittel der Pfandschaft an der Stadt und Burg von der Reichsabtei Fulda. Im September 1518 versuchte Graf Wilhelm von Henneberg die Stadt bei einem nächtlichen Überfall im Handstreich zu erobern, er wurde jedoch abgewehrt.

### Reformation und Bauernkrieg
Vacha zählt zu den Städten in Deutschland, in denen die Reformation ihren Anfang nahm. Erste lutherische Predigten wurden ab 1522 von Georg Witzel gehalten, welcher im April 1525 im Zuge einer evangelischen Visitation erste Prediger in den Amtsdörfern Sünna und Unterbreizbach einführte. Zur selben Zeit begehrten die Bauern im benachbarten Gericht Völkershausen auf. Vacha wurde zum Sammelpunkt des Werrahaufens, den der Vachaer Bürger Hans Sippel anführte und etwa 8000 Mann umfasste, die aus sächsischen und fuldischen Ämtern stammten.
Die Mönche des Vachaer Servitenklosters hatten die evangelische Predigt übernommen. Ihre Wirtschaftshöfe und das Kloster wurden von den aufständischen Bauern ausgeplündert, zeitgleich wurde auch das benachbarte Kloster Kreuzburg überfallen. Nach dem Ende des Bauernkrieges lag das weitere Schicksal des Servitenklosters in Vacha in den Händen des Stadtherren und hessischen Landgrafen Philipp I. Nach der Homberger Synode wurde das Servitenkloster 1527 aufgehoben.
Als Folge dieser Entscheidung hatte 1528 Landhofmeister Ludwig von Boineburg zu Lengsfeld auch das benachbarte Lehen Mariengart an sich bringen können. Der bisherige Diözesanverband in Vacha wurde für aufgelöst erklärt und neue Pfarrer, Vikare und Kapläne wurden vom Landesherren berufen. Selbst die zum fuldaischen Drittel gehörigen Amtsorte wurden inspiziert und reformiert. Streit entstand auch um die Besetzung der Stadtpfarrei in Vacha, die vom Rat vorgeschlagenen Personen mussten sowohl vom hessischen Landgrafen, als auch vom fuldischen Abt geprüft und bewilligt werden, diese Regelung war noch im 17. Jahrhundert in Gebrauch.

### Vacha im Dreißigjährigen Krieg
Im Dreißigjährigen Krieg (1618–1648) wurde die Stadt als strategisch bedeutsamer Ort (Werrabrücke) von wechselnden Kriegsparteien eingenommen und besetzt. Bereits 1631 gelang dem hessischen Landgrafen die Rückeroberung der Stadt, die im Vorjahr von kaiserlichen Truppen des Grafen Fugger ohne großen Widerstand eingenommen worden war. Da Graf Fugger auch mit Billigung des Fuldaer Abtes als Statthalter in Vacha auftrat, erklärte Landgraf Wilhelm nach der Befreiung von Vacha die Doppelherrschaft für beendet und marschierte unter diesem Vorwand in das Staatsgebiet der Abtei Fulda ein, das er zwei Jahre besetzt hielt.

### Das hessische Amt Vacha ab 1648
Der Fuldaer Abt Joachim verkaufte 1648 seinen Anteil am Stadtgebiet von Vacha an die hessische Landgräfin Amalie Elisabeth. Die vom Landgrafen Wilhelm vorgenommene Annexion des Jahres 1631 war durch den weiteren Kriegsverlauf unwirksam geworden. Im Siebenjährigen Krieg (1756–1763) war von einem französischen Regiment besetzt. Gleichzeitig mit dem 1803 vollzogenen Reichsdeputationshauptschluss und der Säkularisation der geistlichen Herrschaften wurde die Landgrafschaft Hessen-Kassel zum Kurfürstentum Hessen.

### Napoleonische Besetzung
Dem durch Napoléon dominierten Rheinbund trat Kurfürst Wilhelm I. von Hessen-Kassel nicht bei und versuchte neutral zu bleiben. Daraufhin besetzte Napoléon das Land und schlug es nach dem Frieden von Tilsit 1807 nahezu vollständig dem neu gebildeten Königreich Westphalen seines Bruders Jérôme zu. Während dieser Zeit war Vacha Hauptort des Kantons Vacha und Sitz des Friedensgerichts. Der Kanton Vacha beinhaltete auch das benachbarte Gericht Völkershausen und gehörte zum Distrikt Hersfeld des Departements der Werra. Nach der Auflösung des Königreichs Westphalen im Jahr 1813 wurde das Kurfürstentum Hessen mit seiner Verwaltungsstruktur wiederhergestellt.

### Zugehörigkeit zum Großherzogtum Sachsen-Weimar Eisenach ab 1816
Nach dem Wiener Kongress wurde das Amt Vacha und der Gerichtsbezirk Völkershausen im Jahr 1816 an das Großherzogtum Sachsen-Weimar-Eisenach abgetreten. Außerdem kamen von der benachbarten hessischen Vogtei Kreuzberg (Philippsthal) der Ort Oberzella und die Höfe Badelachen, Heiligenroda, Niederndorf, Schwenge und Unterzella zu Sachsen-Weimar-Eisenach. Sie wurden dem Amt Vacha angegliedert.
1849/50 erfolgte im Großherzogtum die Trennung der Rechtsprechung von der Verwaltung. Das Amt Vacha wurde mit anderen Ämtern der Rhön zum Verwaltungsbezirk Dermbach, der auch als IV. Verwaltungsbezirk bezeichnet wurde, mit Sitz in Dermbach zusammengelegt. Dieser umfasste den südlichen Teil des früheren Herzogtums Sachsen-Eisenach, welcher im 19. Jahrhundert auch als Eisenacher Oberland bezeichnet wurde. Vacha wurde Sitz eines Justizamtes.

## Zugehörige Orte
Stadt
- Vacha

Dörfer
- Hüttenroda
- Niederoechsen (Exklave)
- Oechsen (Exklave)
- Pferdsdorf
- Räsa
- Sünna
- Unterbreizbach (Neu-Breitzbach)

Höfe und Hofgemeinden
- Deicheroda
- Hofwiesen (zu Hüttenroda)
- Mosa (zu Deicheroda)
- Mühlwärts
- Rodenberg (Hinterhöfe; zu Deicheroda)

Dörfer und Höfe der Vogtei Kreuzberg (Philippsthal), die 1816 dem Amt angegliedert wurden
- Oberzella, Dorf
- Badelachen, Hof
- Heiligenroda, Hof
- Niederndorf, Hof
- Sachsenhain, Hof (zu Oberzella)
- Schwenge, Hof
- Springen, Dorf
- Unterzella, Hof

## Amtmänner
- Martin von der Tann
- Caspar von Widemarkt